# 인연
인연(因緣, 산스크리트어: hetu-pratyaya 또는 nidāna)은 원인을 의미하는 불교 용어이다. 인(因, 산스크리트어: hetu)은 결과를 낳기 위한 내적인 직접적 원인을 의미하고, 연(緣, 산스크리트어: pratyaya)은 이를 돕는 외적인 간접적 원인을 의미한다. 일반적으로는 양자를 합쳐 원인의 뜻으로 사용한다.
직접적인 원인으로서의 인(因)과 간접적인 원인으로서의 연(緣)을 구별할 경우, 예를 들어, 씨앗은 나무의 직접적 원인인 인(因)이고 햇빛 · 공기 · 수분 · 온도 등은 간접적 원인인 연(緣)이다. 그러나 이들 모두는 씨앗에서 나무가 나타나게 하는 원인이라는 점에서는 동일하다.
고타마 붓다는 존재하는 모든 것은 인연으로써 생겨나고 인연으로써 소멸하는 연기(緣起, 산스크리트어: nidāna)의 이법을 깨우쳤다고 한다. 《아함경(阿含經)》에서는 인간이 미망(迷妄)과 고통의 존재임을 12인연으로써 설명하고 있다. 또한 부파불교에서는 12인연을 인간의 윤회 과정에 해당시켜 해석하고 있다.

## 같이 보기
- 십이인연
- 5인
- 6인
- 4연
- 5과

## 참고 문헌
- 이 문서에는 다음커뮤니케이션(현 카카오)에서 GFDL 또는 CC-SA 라이선스로 배포한 글로벌 세계대백과사전의 "세계 사상 > 사상 용어 > 동양사상 관계 > 불교 관계 > 인연" 항목을 기초로 작성된 글이 포함되어 있습니다.
- 권오민 (2003). 《아비달마불교》. 민족사.